# Drakcupen
Drakcupen är en fotbollscup i Sundsvall för ungdomar, 8-15 år. Cupen spelas andra helgen i augusti och har från starten 2009 till 2015 gått från 25 till c:a 200 lag.
Cupen grundades 2009 av Tommy Jansson, Team Heffners, med visionen att bli en av Norrlands större fotbollscuper med inriktning ”breddfotboll”. 2015 drivs cupen i samarbete med Selånger FK, Kubens IF och Heffnersklubbans BK.